# Florian-Dorel Bodog
Florian-Dorel Bodog (ur. 6 września 1971 w Oradei) – rumuński polityk, lekarz i nauczyciel akademicki, senator, od 2017 do 2018 minister zdrowia.

## Życiorys
W 1989 ukończył szkołę średnią, a w 1997 studia na wydziale medycyny i farmacji Uniwersytetu Oradejskiego, na którym w 2001 doktoryzował się w zakresie medycyny. W 2002 specjalizował się z chirurgii plastycznej na UMFT, a w 2008 uzyskał doktorat z zarządzania na Universitatea de Vest din Timișoara.
Jako nauczyciel akademicki związany z Uniwersytetem Oradejskim. Pełnił funkcję prodziekana (2008–2012) i dziekana (2012–2016) wydziału medycyny i farmacji. W 2016 ponownie wybrany na prodziekana tej jednostki. Jako lekarz był m.in. menedżerem w szpitalu klinicznym w Oradei.
W 1994 dołączył do Partii Socjaldemokracji w Rumunii (przekształconej później w Partię Socjaldemokratyczną). Był dyrektorem departamentu w resorcie zdrowia (2010–2011, 2012), dyrektorem gabinetu ministra (2011–2012) i sekretarzem stanu w tym ministerstwie (2012). W 2012 po raz pierwszy wybrany w skład Senatu, z powodzeniem ubiegał się o reelekcję w wyborach w 2016 i 2020.
W styczniu 2017 objął stanowisko ministra zdrowia w rządzie Sorina Grindeanu. Pozostał na nim również w powołanym w czerwcu tegoż roku gabinecie Mihaia Tudosego. Pełnił tę funkcję do stycznia 2018.